# Иорданский диалект арабского языка
Иорданский диалект арабского языка (араб. اللهجة الأردنية‎) — одна из разновидностей арабского языка, которую относят к сиро-палестинским диалектам арабского языка. Некоторые русскоязычные исследователи не выделяют иорданские говоры как самостоятельный диалект и причисляют их к палестинским говорам сиро-палестинского арабского языка.
По данным справочника Ethnologue, в 1996 году в Иордании насчитывалось 3,5 млн носителей палестинско-иорданских диалектов (англ. Palestinian-Jordanian, South Levantine Arabic, ISO 639-3: ajp). Существуют теле- и радиопередачи на иорданском диалекте, он используется в театральных постановках.
Как и в других арабских странах, в Иордании распространена диглоссия — литературный арабский выполняет функции официального языка, а местный диалект исполняет роль бытового языка. Впрочем, это верно только в отношении городских жителей, в сельской местности единственным и главным языком являются местные говоры.

## Варианты
Иорданский диалект представлен тремя типами говоров: городскими (мадани), сельскими (фаллахи) и бедуинскими. Стоит отметить, что бедуины восточноиорданских пустынь говорят на хиджазских и недждийских диалектах, малопонятных остальным иорданцам.

### Городские
На городских диалектах говорят в крупных городах Иордании. Они являются местными престижными вариантами. При адаптации носителей сельских диалектов в городах было замечено, что женщины стремятся приближать свою речь к городским диалектам, а мужчины более расположены изредка использовать стандартный арабский. При этом носители сельских диалектов любого пола быстро привыкают к городской речи.

### Сельские
На диалектах фаллахи говорят в деревнях и малых городах, примыкающих к урбанистическим центрам. Они имеют различные территориальные варианты: язык пригородов Наблуса (на Западном берегу Иордана) значительно отличается от языка деревень около Иерусалима и Хеврона, и т.д. Среди носителей сельских диалектов, соприкасающихся с городскими, есть тенденция принижать статус собственного диалекта. Меньшинство носителей фаллахи предпочитает отождествлять себя со своим диалектом и считать диалекты мадани неподходящими для себя.
При адаптации в городах носители фаллахи стремятся убрать свои диалектные особенности (tʃ на месте k, k на месте q и т.д.). Это приводит к некоторым частым ошибкам, например, полной замене звука k на гортанную смычку.

### Бедуинские
Бедуинские диалекты (бадави) распространены среди неоседлого населения, тогда как фаллахи и мадани - среди оседлого. Исторически статус языка бедуинов был очень высоким, их ценили за риторические способности и чистоту произношения. В Средневековье носители оседлых диалектов старались перебороть этот статус, и к настоящему времени место бадави далеко не такое высокое, как в ранний период Ислама. Таким образом, бадави по престижу занимает среднее положение между мадани и фаллахи. Носители бедуинских диалектов стремятся сохранить свой язык в другой среде, не предрасположены к языковому сдвигу.
Носители других диалектов, соприкасавшиеся с бедуинскими, делят их на несколько типов. Так, они отделяют язык Акабы и её окрестностей от говоров Карака и Мафрака. Особо выделяют диалект Беэр-Шевы.